# Wurstbrühe

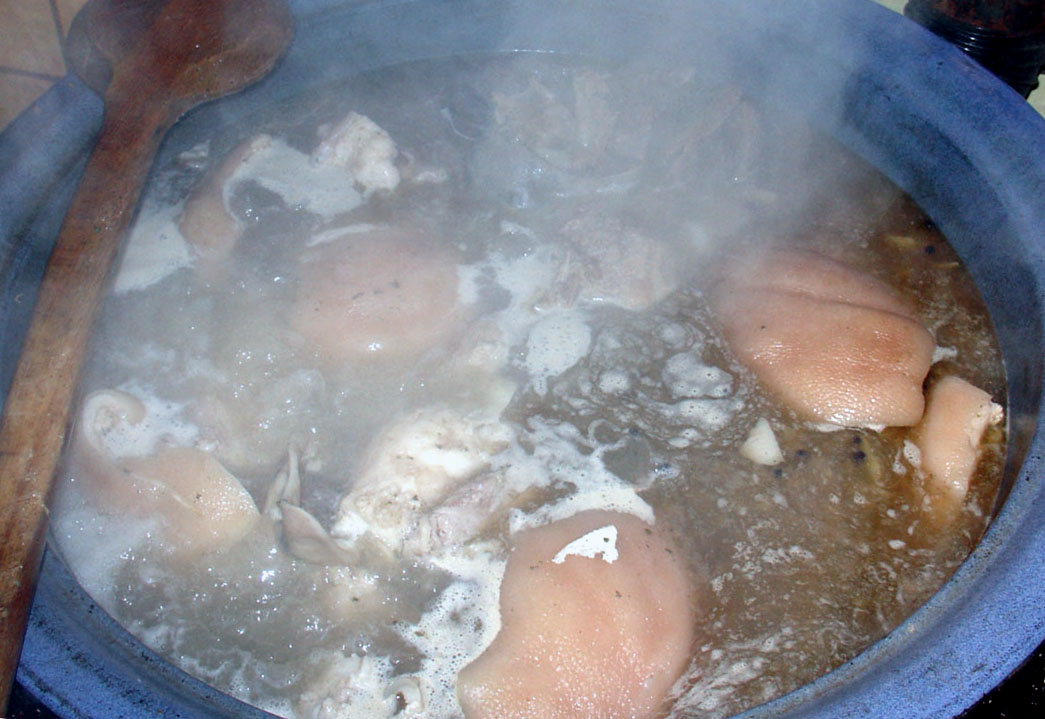
Wurstbrühzubereitung bei der Hausschlachtung

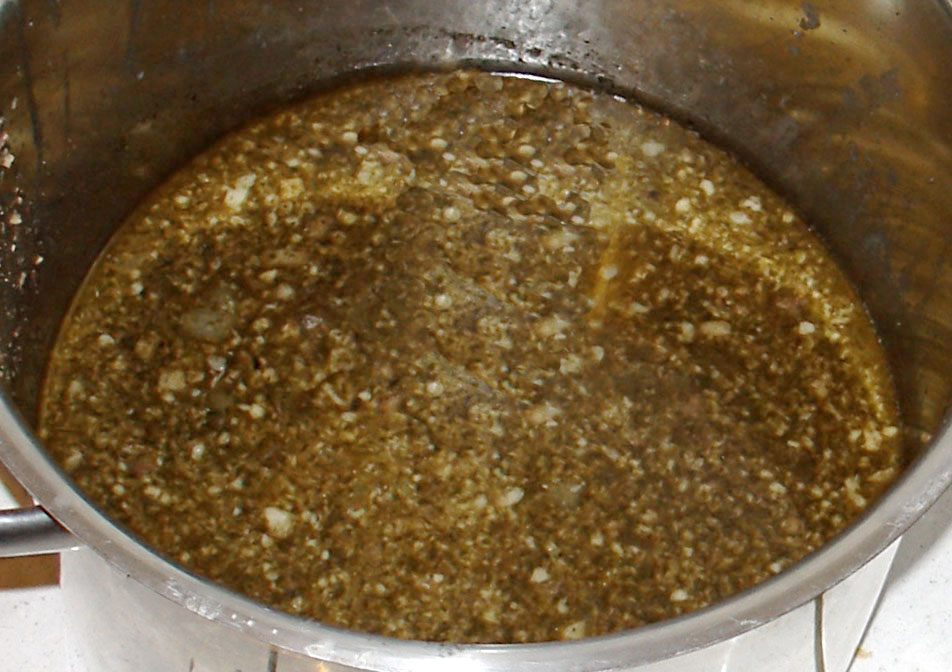
Wurstbrühe bei Hausschlachtung

Wurstbrühe oder Wurstsuppe (auch Metzelsuppe, Greddelbrühe, Gretelsuppe oder Kesselsuppe, in Bayern auch Brittsuppe) ist die Brühe, die bei der Herstellung von Brüh- und Kochwurst entsteht. Beim traditionellen Schlachtfest wurden vor den Würsten auch Fleisch und Leber im gleichen Kessel gegart, wodurch – besonders, wenn später auch noch Würste platzten – eine kräftige Brühe entstand, die die Grundlage zum Beispiel für Brotsuppe bildete.

## Wortherkunft
Das seit dem 15. Jahrhundert bezeugte Wort metzeln ist aus macellare (mittellateinisch: schlachten) entlehnt. Zuerst wurde es für Schlachten, dann ab dem 16. Jahrhundert für Niedermachen im Kampf und schließlich im 18. Jahrhundert für Blutbad (Gemetzel) verwendet. Eine der frühesten schriftlichen Erwähnungen des Begriffs Metzelsuppe fanden die Brüder Grimm in der Humoreske Von Deß Esels Adel. Und der Sau Triumph: Ein sehr Artige Lustige und Liebliche Beschreibung aus dem Jahr 1617.
Das Wort Wurstbrühe wiesen die Brüder Grimm in einem deutsch-italienischen Wörterbuch von 1616 nach, während der Begriff Wurstsuppe in einer Schrift von 1646/1653 erschien.

## Variationen
Die wesentlich dünnere Wurstbrühe, die in Fleischereien bei der Wurstherstellung anfällt, wird normalerweise nicht verwertet, spielte aber in Notzeiten eine wichtige Rolle als Ersatz für Fleischbrühe. So war während der beiden Kriege im 20. Jahrhundert (Erster und Zweiter Weltkrieg) Wurstbrühe ohne Lebensmittelmarken erhältlich und auch in beiden Nachkriegszeiten blieb sie begehrt. Ein typisches Rezept aus der Zeit ergänzt sie um Steckrüben, Kartoffeln, Mehl und Semmelbrösel zu einem sättigenden Eintopf. Heute ist Wurstbrühe nur noch selten bei Fleischern erhältlich, selbst bei denen, die noch selbst Wurst herstellen.
Die Kesselsuppe wird in Süddeutschland häufig mit Riebele (Riwwele, Riweli...) gegessen. Dabei handelt es sich um nudelartige Teigklößchen aus Mehl und Ei, welche ähnlich wie Spätzle der Suppe hinzugefügt und darin gegart werden. Diese Riebele sind nicht mit dem alpenländischen Gericht Riebel zu verwechseln. Trockene Riebele aus Ei und Hartweizengrieß werden von einigen Nudelherstellern auch im Handel angeboten.

## Verbreitung
In der Pfalz, in Teilen Hessens und Südniedersachsens, Baden-Württembergs, in Franken, Sachsen, Thüringen und im südlichen Sachsen-Anhalt, wo die Wurstsuppe teilweise Metzelsuppe oder Kesselsupp(e) oder auch Worschtsupp(e) genannt wird, wird sie auch heute noch angeboten, wenn ländliche Gastwirtschaften ein Schlachtfest abhalten. Sie ist die Suppe, die in dem Kessel entsteht, in dem die Leberwürste, Blutwürste , meist auch noch Wellfleisch, gekocht werden. Früher war es üblich, dass eine Familie, die ein Schlachtfest veranstaltete, alle Nachbarn mit Metzelsuppe beschenkte, die von diesen in Milchkannen abgeholt wurde. Weil fast immer eine der Blutwürste platzt (wenn nicht, wurde nachgeholfen) enthält die Metzelsuppe fast immer Flocken der Blutwurst. Ein alter Brauch aus der Oberpfalz ist das Wurstsuppenfahren.
Das Verschenken an Nachbarn war auch in einigen anderen Regionen Deutschlands üblich, so verschenkte man zum Beispiel auch in Schwaben Metzelsuppe, im Oldenburger Land (Niedersachsen) Fleisch- und Wurstbrühe und in Thüringen und Sachsen Wurstsuppe.

## Sonstiges
Der Dichter Ludwig Uhland verfasste ein Metzelsuppenlied, das u. a. von Franz Josef Schütky vertont wurde.